# Soulaures
 Soulaures  (en occitano Solaura) es una población y comuna francesa, situada en la región de Aquitania, departamento de Dordoña, en el distrito de Bergerac y cantón de Monpazier.

## Demografía
| 88 | 85 | 80 | 76 | 72 | 77 |
| Para los censos de 1962 a 1999 la población legal corresponde a la población sin duplicidades (Fuente: INSEE [Consultar]) |    |    |    |    |    |